# Київ (журнал)
«Ки́їв» — літературно-художній і громадсько-політичний журнал письменників України. Видається з 1983 року.

## Засновники
- Київська міська рада[1]
- Національна спілка письменників України та Товариство з обмеженою відповідальністю: Журнал «Київ»[3]

## Історія
Журнал «Київ» було створено у 1983 році. Першим його головним редактором став письменник Володимир Дрозд, який очолював видання з 1983 по 1986 рік. Він писав: „Скажу без перебільшення: колектив, незважаючи на складний період становлення, здійснив подвиг, створивши буквально з нічого один із найцікавіших українських місячників того часу. Звичайно, взірцем «сміливості» ми не були, але за взірець розважливої мудрості цілком могли слугувати — у тих конкретних обставинах, у яких нам випало жити і працювати. Цензура була просто жахлива, а головне — дурна… Наше ж спрямування навіть в мордовських таборах помітив Василь Стус, дуже позитивно відгукнувшись про художній рівень прози на сторінках «Києва»“.
Наступним керівником журналу став поет Петро Перебийніс, який пропрацював з 1986 по 2000 роки. Саме у цей час на сторінках часопису друкуються: «Далекі вогнища» Олеся Гончара; «Скрип колиски» Івана Чендея; «Третя рота», «Каїн», «Мазепа»  Володимира Сосюри; ранні оповідання та роман «Сонячна машина» Володимира Винниченка; поетичні добірки Дмитра Павличка, Івана Драча, Бориса Олійника, Василя Стуса тощо… Публікації супроводжувалися постійними переслідуваннями і викликами «на килим» у «високу хату» (приміщення ЦК компартії, що містилося на вул. Банковій). Якраз на той час тираж журналу перевищує п′ятдесят тисяч екземплярів на місяць.
З 2000 по 2004 рік головним редактором працює прозаїк Олександр Васильківський. Про роки роботи у журналі він напише: „Ми робили свою справу чесно, зоряне небо було над нами, а моральний закон у нас. Свідчення тому найправдивіше, котре вже не перепишеш — майже сорок тисяч журнальних сторінок, це ж скільки томів літературно-мистецької хроніки… Починали в одній державі — продовжуємо в іншій“.
Письменник Віктор Баранов очолював журнал із 2004 по 2014 рік. Про своє редакторування він згадував: „«Київ» — іще один мій нескінченний біль. З лютого 2008 року «молода команда» Черновецького перестала фінансувати випуск журналу. Де ми дістаємо кошти на папір, друк, сплату комунальних послуг і таке інше — знає тільки господь і головний редактор часопису. В цих умовах ми не маємо змоги тішити наших авторів гонораром. Ті, що нарекли себе українською елітою, абсолютно байдужі до наших проблем“.
З листопада 2014 року головний редактор журналу — письменниця Теодозія Зарівна.